# إينيس سيبوفيتش
'إينيس سيبوفيتش' Enes Šipović من مواليد 11 سبتمبر 1990، هو لاعب كرة قدم بوسني يشغل مركز مدافع لعب سابقاً في نادي أحد ونادي أم صلال.

## روابط خارجية
- إينيس سيبوفيتش على موقع قاعدة بيانات كرة القدم.إي يو (الإنجليزية)
- إينيس سيبوفيتش على موقع Soccerway.com (الإنجليزية)
- إينيس سيبوفيتش على موقع GSA (الإنجليزية)
- Statisticsfootball